# Governo Blair II
Il Governo Blair II è stato il novantunesimo governo del Regno Unito, in carica dall'8 giugno 2001 al 6 maggio 2005, durante la cinquantatreesima legislatura della Camera dei comuni.

## Storia
Guidato dal Primo ministro laburista uscente Tony Blair, questo governo è stato formato e sostenuto dal solo Partito Laburista, che disponeva di 413 deputati su 659, ovvero il 62,7% dei seggi della Camera dei comuni.
Il governo, formatosi in seguito alle elezioni generali anticipate del 2001, succedette al governo Blair I, costituito e sostenuto dal solo Partito Laburista.
Durante lo scrutinio parlamentare, i Laburisti persero solamente sei seggi e confermarono una larga maggioranza alla Camera dei comuni, motivo per cui la regina incaricò Blair di costituire un nuovo esecutivo. In questa occasione, il Primo ministrò creò il dipartimento per l'ambiente, l'alimentazione e gli affari rurali (DEFRA) e trasferì le competenze in maniera d'impiego al dipartimento per la sicurezza sociale, che diventa il dipartimento per il lavoro e le pensioni.
La squadra di governo è stata interessata da numerosi avvicendamenti di ministri, ma senza alcun rimpasto particolarmente sostanzioso. Il 13 giugno 2003 Tony Blair nomina Lord Charlie Falconer segretario di Stato per gli affari costituzionali, prefigurando la creazione di un ministero per la giustizia fino a quel momento inesistente nel Regno Unito. 
Durante le elezioni generali anticipate del 2005 il Partito laburista perde circa 60 seggi, ma tuttavia riesce a mantenere la maggioranza assoluta, e quindi Tony Blair costituisce il suo terzo governo.

## Situazione Parlamentare
| Camera | Collocazione | Partiti | Seggi     |
| ------ | ------------ | --- | --------- |
| Camera | Maggioranza  | Laburisti (413) | 413 / 659 |
| Camera | Opposizione  | Conservatori (166), Liberal Democratici (52), Partito Nazionale Scozzese (5),Partito Unionista Democratico (5),Sinn Féin (4),Plaid Cymru (4),Partito Social Democratico e Laburista (3),Partito Unionista dell'Ulster (6),Indipendenti (1) | 246 / 659 |

## Composizione
| Carica                                                                             | Titolare | Titolare | Titolare                                 | Partito   |
| ---------------------------------------------------------------------------------- | -------- | -------- | ---------------------------------------- | --------- |
| Primo ministro Primo lord del tesoro Ministro della funzione pubblica              |          |          | Tony Blair                               | Laburista |
| Vice primo ministro Primo Segretario di Stato                                      |          |          | John Prescott                            | Laburista |
| Cancelliere dello Scacchiere                                                       |          |          | Gordon Brown                             | Laburista |
| Lord cancelliere                                                                   |          |          | Derry Irvine (fino al 13/06/2003)        | Laburista |
| Lord cancelliere                                                                   |          |          | Charles Falconer                         | Laburista |
| Affari costituzionali (dall'08/09/2004)                                            |          |          | Charles Falconer                         | Laburista |
| Leader della Camera dei comuni Lord presidente del Consiglio                       |          |          | Robin Cook (fino al 17/03/2003)          | Laburista |
| Leader della Camera dei comuni Lord presidente del Consiglio                       |          |          | John Reid (fino al 13/06/2003)           | Laburista |
| Leader della Camera dei comuni Lord presidente del Consiglio                       |          |          | Peter Hain                               | Laburista |
| Lord custode del sigillo privato Leader della Camera dei lord                      |          |          | Gareth Wyn Williams (fino al 06/10/2003) | Laburista |
| Lord custode del sigillo privato Leader della Camera dei lord                      |          |          | Valerie Amos                             | Laburista |
| Tesoro                                                                             |          |          | Andrew Smith (fino al 29/05/2002)        | Laburista |
| Tesoro                                                                             |          |          | Paul Boateng                             | Laburista |
| Cancelliere del Ducato di Lancaster (dall'08/09/2004)                              |          |          | Alan Milburn                             | Laburista |
| Affari esteri e Commonwealth                                                       |          |          | Jack Straw                               | Laburista |
| Affari interni                                                                     |          |          | David Blunkett                           | Laburista |
| Difesa                                                                             |          |          | Geoff Hoon                               | Laburista |
| Commercio e industria Presidente del Board of Trade Donne e uguaglianze            |          |          | Patricia Hewitt                          | Laburista |
| Lavoro e pensioni                                                                  |          |          | Alistair Darling (fino al 29/05/2002)    | Laburista |
| Lavoro e pensioni                                                                  |          |          | Andrew Smith (fino all'08/09/2004)       | Laburista |
| Lavoro e pensioni                                                                  |          |          | Alan Johnson                             | Laburista |
| Salute                                                                             |          |          | Alan Milburn (fino al 13/06/2003)        | Laburista |
| Salute                                                                             |          |          | John Reid                                | Laburista |
| Ambiente, l'alimentazione e affari rurali                                          |          |          | Margaret Beckett                         | Laburista |
| Sviluppo internazionale                                                            |          |          | Clare Short (fino al 12/05/2003)         | Laburista |
| Sviluppo internazionale                                                            |          |          | Valerie Amos (fino al 06/10/2003)        | Laburista |
| Sviluppo internazionale                                                            |          |          | Hilary Benn                              | Laburista |
| Trasporti, affari locali e regioni (fino al 29/05/2002) Trasporti (dal 29/05/2002) |          |          | Stephen Byers (fino al 29/05/2002)       | Laburista |
| Trasporti, affari locali e regioni (fino al 29/05/2002) Trasporti (dal 29/05/2002) |          |          | Alistair Darling                         | Laburista |
| Irlanda del Nord                                                                   |          |          | John Reid (fino al 24/10/2002)           | Laburista |
| Irlanda del Nord                                                                   |          |          | Paul Murphy                              | Laburista |
| Scozia                                                                             |          |          | Helen Liddell (fino al 13/06/2003)       | Laburista |
| Scozia                                                                             |          |          | Alistair Darling                         | Laburista |
| Galles                                                                             |          |          | Paul Murphy (fino al 24/10/2002)         | Laburista |
| Galles                                                                             |          |          | Peter Hain                               | Laburista |
| Cultura, media e sport                                                             |          |          | Tessa Jowell                             | Laburista |
| Istruzione e competenze                                                            |          |          | Estelle Morris (fino al 24/10/2002)      | Laburista |
| Istruzione e competenze                                                            |          |          | Charles Clarke (fino al 15/12/2004)      | Laburista |
| Istruzione e competenze                                                            |          |          | Ruth Kelly                               | Laburista |
| Ministro senza portafoglio                                                         |          |          | Charles Clarke (fino al 24/10/2002)      | Laburista |
| Ministro senza portafoglio                                                         |          |          | John Reid (fino al 17/03/2003)           | Laburista |
| Ministro senza portafoglio                                                         |          |          | Ian McCartney                            | Laburista |